# Ulvik
Ulvik là một đô thị ở hạt Hordaland, Na Uy. Đô thị này trải dài từ Hardangerfjord đến 1.800 mét trên mực nước biển, và giáp các đô thị Granvin, Eidfjord, Ullensvang, Voss, Aurland, và Hol. Mất khoảng hai giờ lái xe từ Bergen đến Ulvik. Các sân bay gần nhất là Sân bay Bergen Flesland. Ga đường sắt tại Finse trên Bergensbanen nằm ở độ cao 1.222 mét là nhà ga cao nhất trên hệ thống đường sắt của Na Uy. Ulvik được nhiều tàu du lịch nước ngoài cập thăm trong mùa hè.
Giáo xứ Graven (Granvin) được thành lập như khu đô thị ngày 1 tháng Giêng 1838 (xem formannskapsdistrikt), cũng có hai khu vực phụ, Ulvik và Eidfjord. Năm 1858, Ulvik trở thành giáo xứ chính, Granvin và Eidfjord thuộc Ulvik, và tên của đô thị đã được thay đổi cho phù hợp. Granvin và Eidfjord đã được tách ra từ Ulvik là thành phố của riêng mình vào ngày 1 tháng 5 năm 1891.
Huy hiệu hiện đại, đã được cấp trên 19 Tháng 12 năm 1986. Các con số hiển thị trên các cánh tay là một nhân vật truyền thống trong nghệ thuật dân gian địa phương và ngành dệt may địa phương.